# Polyxo (Tochter des Neilos)
Polyxo (altgriechisch Πολυξώ Polyxṓ) ist in der griechischen Mythologie eine Najade des Nils, wohl Tochter des Flussgottes Neilos. Sie wurde eine der Gattinnen des Danaos und brachte zwölf Töchter zur Welt, die zwölf Söhne des Aigyptos heirateten. Deren überlieferte Namen sind: 
Autonoe, 
Theano, 
Elektra, 
Kleopatra, 
Eurydike, 
Glaukippe, 
Antheleia, 
Kleodore, 
Euippe, 
Erato, 
Stygne, 
Bryke.
Sie ermordeten zusammen mit den anderen Danaiden ihre Ehemänner in der Hochzeitsnacht.